# Borków (Pińczów)
Pour les articles homonymes, voir Borków.
Borków est une localité polonaise de la gmina et du powiat de Pińczów en voïvodie de Sainte-Croix.